# Neve Tzedek
 Der er for få eller ingen kildehenvisninger i denne artikel, hvilket er et problem. Du kan hjælpe ved at angive troværdige kilder til de påstande, som fremføres i artiklen.

Neve Tzedek (hebræisk: נְוֵה צֶדֶק) er et kvarter i den sydvestlige del af Tel Aviv, Israel. Det var det første jødiske kvarter, som blev bygget uden for Jaffas bymure. Kvarteret blomstrede, da Tel Aviv voksede sig stor. Herefter fulgte år med stilstand og kvarteret begyndte at forfalde.  Men i dag er Neve Tzedek et af Tel Avivs mest fashionable områder med de højeste ejendomspriser. 

## Historie
Neve Tzedek blev grundlagt i 1887, hvilket var 22 år før Tel Aviv, som blev grundlagt i 1909. Byen blev grundlagt af jødiske familier, som ønskede at flytte fra det overbefolkede Jaffa.
I starten af 1900-tallet flyttede mange kunstnere og forfattere til kvarteret. En af dem som flyttede til området var forfatteren Shmuel Yosef Agnon, som senere vandt Nobelprisen i litteratur.
I slutningen af 1980erne begyndte man at renovere og frede mange af de ældre bygninger i Neve Tzedeks.
32°3′41″N 34°45′56″Ø / 32.06139°N 34.76556°Ø